# Anatole de Monzie

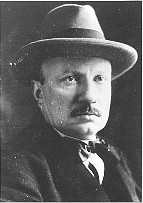
Anatole de Monzie.

Anatole Pierre Armand de Monzie, född 22 november 1876, död 11 januari 1947, var en fransk politiker.
Monzie blev deputerad 1909, mär i Cahors 1919, senator 1920, minister för offentliga arbeten 1925, finansminister i Édouard Herriots andra regering 1926 samt från juni 1932 undervisningsminister i Herriots, Joseph Paul-Boncours, Édouard Daladiers, Albert Sarrauts och Camille Chautemps regeringar. Som republikansk socialist engagerade sig Monzie energiskt för en uppgörelse med Sovjetunionen och för en stark sammanhållning männa vänsterflygelns partier. Monzie hade omfattande konstnärliga och litterära intressen, och spelade en betydande roll inom parlamentets sällskapsliv, särskilt under krisen 1926. Bland hans skrifter märks Réforme maritime (1914), Rome sans Canossa (1918) och Destins hors série (1928).